# Georg Moog

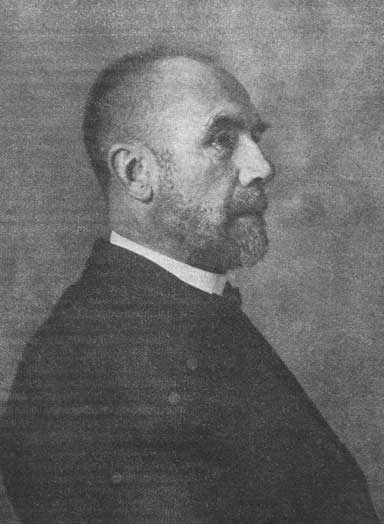
Georg Moog um 1910

Georg Moog (* 19. Februar 1863 in Bonn; † 28. Dezember 1934 ebenda) war der vierte Bischof der Alt-Katholischen Kirche in Deutschland.

## Leben
Georg Moog wurde als Sohn eines Schriftsetzers, der sich der altkatholischen Kirche angeschlossen hatte, geboren. Von 1881 bis 1884 studierte er altkatholische Theologie in Bonn. Nach seiner Priesterweihe 1884 wurde er zuerst Vikar, dann Pfarrverweser in Köln. Im gleichen Jahr erhielt er den Lic. Theol. in Bern. Moog wurde 1888 Pfarrverweser, 1890 dann Pfarrer in Dortmund und war ab 1898 Pfarrer in Krefeld.
Seit 1903 gehörte Moog der Synodalrepräsentanz an. 1907 wurde er Professor für neutestamentliche Exegese am alt-katholischen Bischöflichen Seminar in Bonn. Durch bischöfliches Dekret wurde er am 21. Dezember 1907 zum Weihbischof bestimmt. Moog erhielt 1908 den Dr. theol. h. c. in Bern. Im Jahr 1911 wurde er Generalvikar und am 16. März 1912 empfing er in Krefeld durch den Erzbischof von Utrecht, Gerardus Gul, die Bischofsweihe. Am 18. Oktober 1912 erfolgte mit 75 von 134 Stimmen seine Wahl zum Bischofskoadjutor mit dem Recht der Nachfolge. Nach dem Tode seines Vorgängers Josef Demmel nahm er im November 1913 das Bischofsamt auf.
In seinen Hirtenbriefen sprach er sich für die Ausbildung eines eigenen Klerus aus, da zu jener Zeit die meisten Geistlichen aus der römisch-katholischen Kirche zum Altkatholizismus übertraten. In der Zeit des Ersten Weltkriegs nahm die Linderung der Kriegsnot breiten Raum in seinem bischöflichen Wirken ein, dies setzte sich in der Zeit der Inflation fort. In den 1920er-Jahren wurde in den Synoden, die Georg Moog leitete, das alt-katholische Kirchenrecht weiterentwickelt. So erfolgte 1920 die Einführung des Frauenwahlrechts in der alt-katholischen Kirche, im Jahr 1928 wurde durch die Errichtung von Landesbezirken (heute Landessynoden) die demokratische bzw. synodale Struktur der alt-katholischen Kirche in Deutschland bestärkt. Mit seinem Hirtenbrief von 1926 befürwortete er die ökumenische Bewegung, in dem von 1929 trat er für eine Trennung von Kirche und Politik ein. Bei den Bonner Unionskonferenzen 1931 vertrat Georg Moog die Alt-Katholische Kirche in Deutschland. Hier wurde die volle Kirchengemeinschaft zwischen Alt-Katholiken und Anglikanern beschlossen.
Im Jahr 1933 machte sich Georg Moog für das Anliegen einer deutschen katholischen Nationalkirche stark. Entgegen der nationalsozialistischen Anschauung sah er diese jedoch als ein nur in Freiheit zu verwirklichendes Ziel, ohne Gleichschaltung in politischer oder administrativer Hinsicht. Die alt-katholische Kirche, so schrieb er in seinem Hirtenbrief 1933, habe „von Anfang an die Ausscheidung der Politik aus der Religion, die deutsche Art in Glauben und Leben der Kirche und die Verständigung mit der evangelischen Glaubensrichtung als ihre Grundsätze“ angesehen.

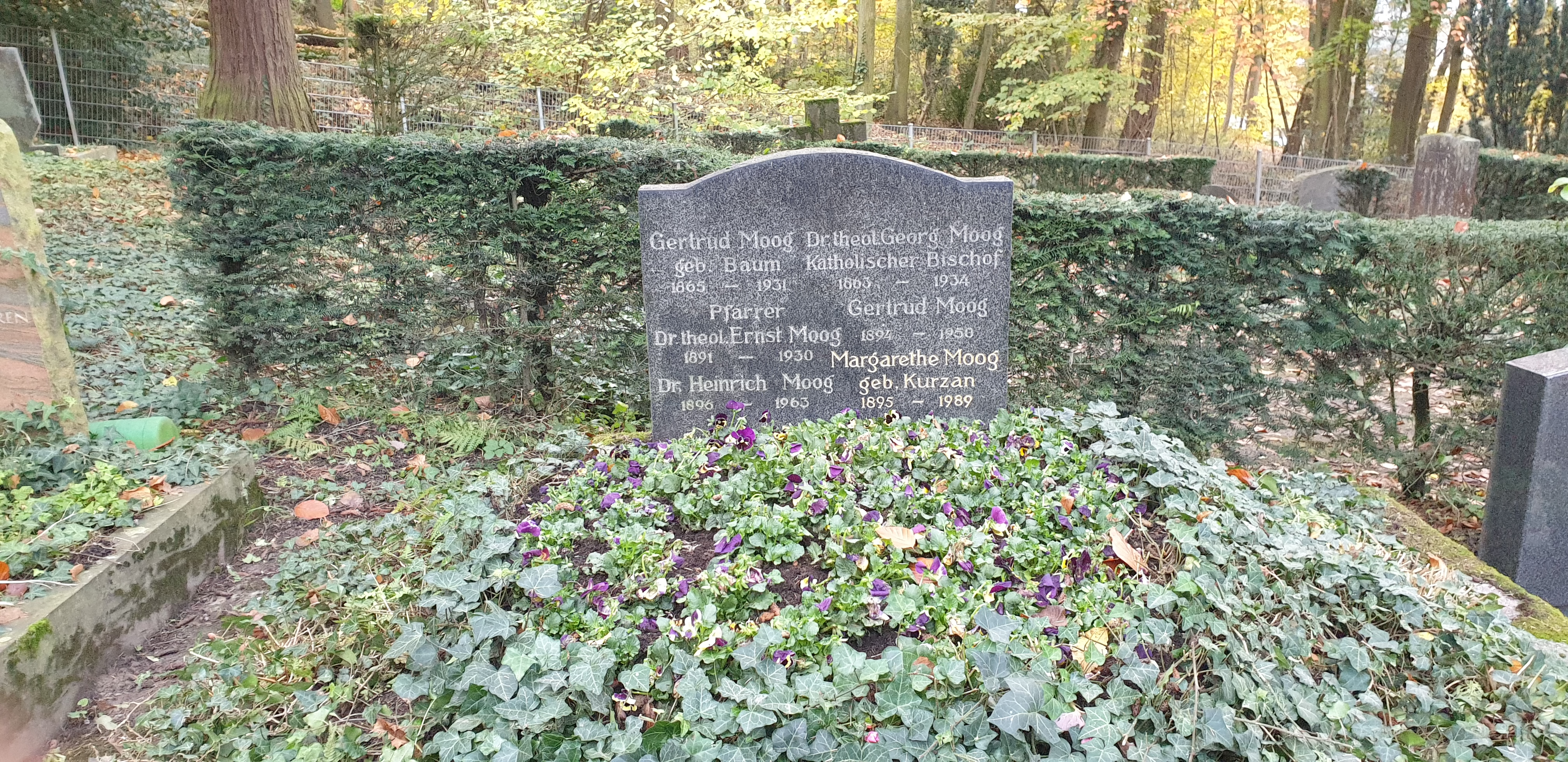
Grab der Familie Moog auf dem Kessenicher Bergfriedhof in Bonn

Georg Moog war mit der Kölnerin Gertrud geb. Baum (1865–1931) verheiratet und hatte zwei Söhne und eine Tochter, darunter Ernst Moog (1891–1930), der ebenfalls alt-katholischer Geistlicher war.

## Werke
- Mein Vermächtnis. Willibrordbuchhandlung, Freiburg im Breisgau 1935.
- Die Kommunionfeiern der Kirche von England, der Bischöflichen Kirche in Schottland und der Protestantischen Bischöflichen Kirche in den Vereinigten Staaten von Amerika. Willibrordbuchhandlung, Freiburg im Breisgau 1934.
- Abriß der Kirchengeschichte. 4. Aufl., Willibrordbuchhandlung, Freiburg im Breisgau 1927.
- Die wahre Heldenkraft. In: Kraft zum Siege, H. 5. 2. Aufl., Zentralst. z. Verbreitung guter deutscher Literatur, Nassau (Lahn) 1917.
- Christus der Heiland. In: Kriegsgefangenengrüße, H. 3.